# 크레이그 먼디

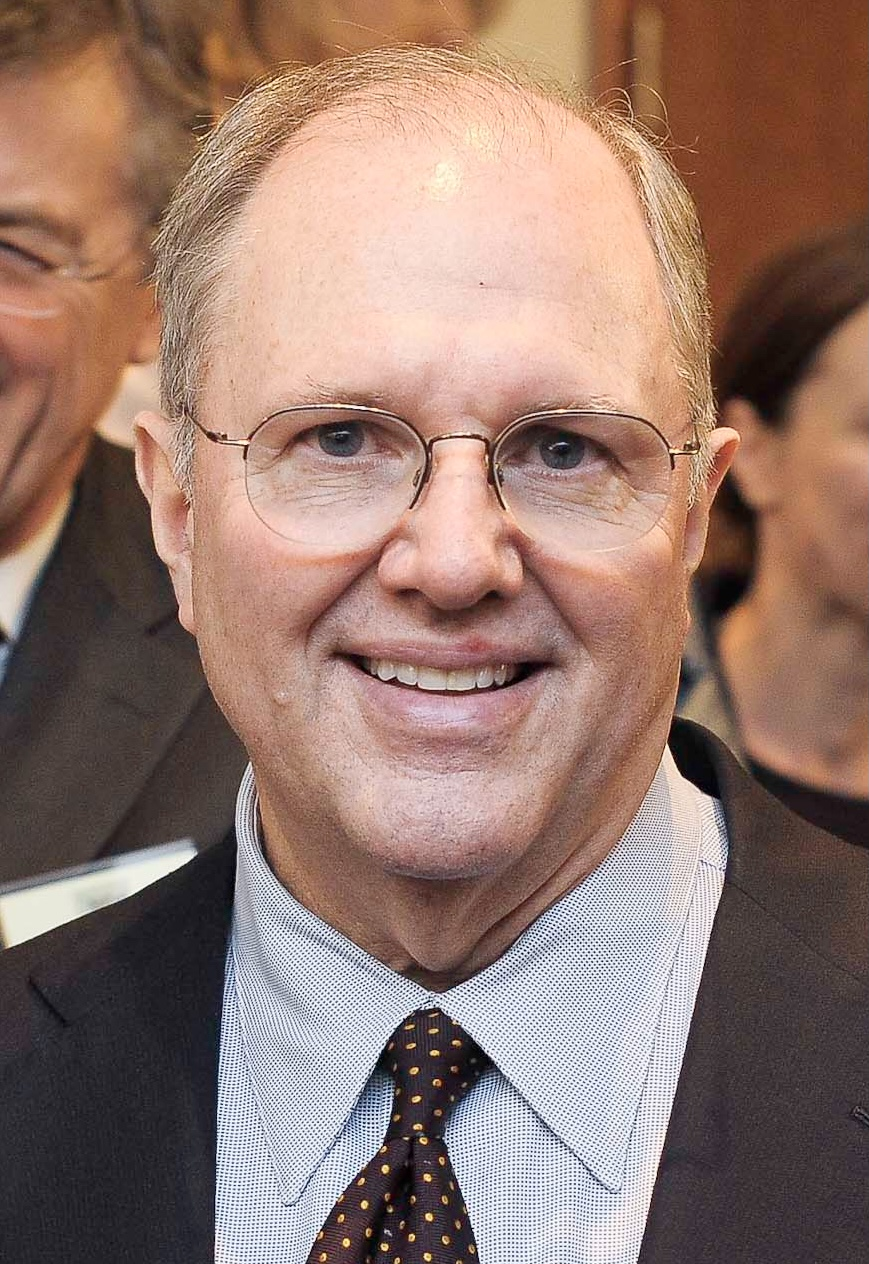

크레이그 먼디(Craig Mundie, 본명: 크레이그 제임스, 먼디, Craig James Mundie, 1949년 7월 1일 오하이오주 클리블랜드 출생)는 마이크로소프트 CEO의 수석 고문이자 전 최고 연구 및 전략 책임자이다.

## 약력
1992년 소비자 플랫폼 사업부에서 시작해 휴대용 및 자동차 시스템과 초기 콘솔 게임용 윈도우 CE 생산을 관리했다. 1997년 먼디는 웹TV 네트웍스 인수를 감독했다. 그는 마이크로소프트 트러스트워시 컴퓨팅(Microsoft Trustworthy Computing) 및 디지털 권한 관리를 옹호해 왔다.
1970년에 먼디는 시스템즈 이큅먼트 코퍼레이션(Systems Equipment Corporation)에서 데이터 센트럴 노바(Data General Nova) 컴퓨터의 운영 체제 개발자로 경력을 시작했다. 이후 SEC는 데이터 센트럴 코퍼레이션에 인수되었으며 먼디는 나중에 노스캐롤라이나주 리서치 트라이앵글 파크에 있는 고급 개발 시설의 이사가 되었다. 1982년에 그는 알리언트 컴퓨터 시스템즈(Alliant Computer Systems)를 공동 창립하여 CEO가 되기 전에 다양한 직책을 맡았다. 알리언트는 1992년 파산 신청을 했다.
먼디는 조지아텍에서 전기 공학 학사 학위(1971)와 정보 이론 및 컴퓨터 과학 석사 학위(1972)를 취득했다.
먼디는 2003년부터 2019년까지 빌더버그 그룹(Bilderberg Group)의 모든 회의에 참석했다(2005년 제외). 현재 예정된 연례 빌더버그 회의의 초대 목록과 의제를 결정하는 운영위원회의 회원이다.
2009년 4월, 오바마 대통령은 먼디를 대통령 과학기술자문위원회(PCAST) 위원으로 임명했다.